# فردگرایی
فردگرایی یا فردباوری (به انگلیسی: Individualism) دیدگاه اخلاقی، فلسفه سیاسی، ایدئولوژی یا مرام اجتماعی است که بر ارزش اخلاقی فرد تأکید می‌کند. «فردیت» به یک تعبیر بدین معناست که هر آدمی‌زاد دارای خلوت و حریم خصوصیِ فیزیکی و روانی، و عقیده فردی و دیگر حقوق اساسی و اجتماعی است که در هر شرایطی می‌بایست محترم شمرده شوند. فردگرایان اِعمال اهداف و خواسته‌های شخص را ترویج می‌کنند و بنابراین برای استقلال و اتکای به نفس ارزش قائل می‌شوند و از این دفاع می‌کنند که منافع فرد باید نسبت به حکومت یا یک گروه اجتماعی در اولویت باشد، و در عین حال با دخالت خارجی در امور شخصی توسط جامعه یا نهادهایی چون دولت مخالفت می‌کنند.
فردگرایی فرد را در مرکز توجه خود می‌نهد و بدین ترتیب «با این بنیان اساسی شروع می‌کند که فردِ بشر در تقلای خود برای آزادی دارای اهمیت اساسی است.» لیبرالیسم، اگزیستانسیالیسم و آنارشیسم مثال‌هایی از جنبش‌هایی هستند که فرد بشر را چون واحدی مرکزی برای تحلیل در نظر می‌گیرند. بنابراین فردگرایی «حق فرد برای آزادی و رسیدن به استعدادهای نفس خویش» است.
این لفظ همچنین برای اشاره به «کیفیت فرد بودن؛ فردیت» مربوط به داشتن «مشخصه فردی؛ یک ویژه‌خو» مورد استفاده قرار گرفته‌است زین رو فردگرایی با منافع هنری و بوهمی و شیوه‌های زندگی که در آن گرایشی برای خویش آفرینی وجود دارد و همچنین با مواضع فلسفی و اخلاقیات اومانیستی. مرتبط است تا سنت یا دیدگاه‌ها و رفتارهای توده‌ای مردمی
فردگرایی را می‌توان جهان‌بینی‌ای تصور کرد که فرد در مرکز آن قرار دارد. اهدافِ فردی، ویژگی‌های منحصربه‌فرد، فرمان راندن بر خویشتن، کنترلِ شخصی در عین احترام به فردیت دیگران و توجه به مسائلِ اجتماعی از خصوصیاتِ این نوع جهان‌بینی است. جمع گرایی را نیز می‌توان وجودِ یک سری تعهدهای گروهی و متقابل میان اعضای گروه بدانیم که افراد موظف به اجرای آن‌ها هستند.
اغلب پنداشته می‌شود آنچه در یک فرهنگ صادق است برای تک تکِ افرادِ درون آن فرهنگ نیز درست می‌باشد. به عبارتِ دیگر افراد درونِ یک فرهنگِ فردگرا، همگی فردگرا بوده (فرد محوری) و آن‌هایی که در فرهنگِ جمع‌گرا زندگی می‌کنند همگی جمع‌گرا هستند (جمع محوری). باید گفت که این دیدگاه همیشه صحیح نیست. تریاندیس و همکارانش (۲۰۰۱) چندین فرهنگ را مطالعه کردند و به این نتیجه رسیدند که حدود % ۶۰ افرادی که در یک فرهنگِ فرد گرا زندگی می‌کنند فرد محور هستند. در فرهنگ‌های جمع گرا نیز حدود %۶۰ از افراد جمع محور بودند؛ بنابراین می‌توان نتیجه گرفت که بینِ خصوصیاتِ یک فرهنگ و افراد درون فرهنگِ مزبور رابطهٔ کاملاً مستقیم وجود ندارد.
هر انسان ادراکی از وجود خویشتن دارد که آن را می‌توان هویت شخصی یا خود نام نهاد. مجموعه این تصورات در یک کلیت کم و بیش منسجم وحدت می‌یابند و خودپنداشت فرد را می‌سازند. خودپنداشت مجموعه تصورات انسان دربارهٔ ویژگی‌های درونی و برونی خویش است. همانگونه که انسانْ واجدِ خودپنداشتِ فردی می‌شود، بتدریج واجد تصوراتی از جامعه و فرهنگی که در آن زیست می‌کند نیز می‌شود که می‌توان آن را خودپنداشتِ جمعی نامید. خودپنداشت فردی ناظر به هویت شخصی و خودپنداشت جمعی ناظر به هویت جمعی یا ملی است.
در جوامع سنتی تنها بدیلی که برای جمع‌گرایی شناخته و تصور می‌شود خودپرستی، یا به زبان آشناتر «تک‌روی» است. تک‌روی البته مفهومی متفاوت از فردیت است؛ «فردیت» قبول این امر است که فرد دارایِ کرامت، حیطه شخصی و حقوق اساسی است. درحالی که «تک‌روی» به رسمیت شناختن این حقوق تنها برای خود (یا در نهایت نزدیکان خود) است و سلب آن از دیگرانی که معمولاً به چشم «رقیب» دیده می‌شوند.

## ریشه یابی
در زبان انگلیسی واژه فردگرایی برای اولین‌بار توسط طرفداران رابرت اون در دهه ۱۸۳۰ میلادی مطرح شد، هر چند که مشخص نیست آیا آنان تحت تأثیر پیروان سن سیمون از این اصطلاح استفاده کردند یا اینکه هر دو جریان به‌طور مستقل این مفهوم را ابداع کردند. سن سیمون که به دنبال ریشه یابی دلایل شکست انقلاب فرانسه در سال ۱۷۸۹ می‌گشت، از این واژه برای توضیح در مورد روحیه رهبران انقلاب استفاده کرد. آن زمان بسیاری مانند ژوزف د میستره که به مدرسه دینی آزادی خواهان فرانسه وابسته بودند از این واژه به صورتی توهین آمیز استفاده می‌کردند و کلاً بار این کلمه را منفی تلقی می‌کردند. سن سیمون برخلاف گفته‌های مخالفان که ریشه‌های شکست انقلاب را در آزادی‌خواهی می‌دیدند، ریشه آن را در «فردگرایی»، «خودپرستی» یا «آنارشی» می‌دانست چیزی که خود با جمله: ظلم استثمار انسان به وسیله انسان در قرن جدید صنعتی  آن را توضیح می‌داد. در همان حال نیز بسیاری از افرادی که موافق با مکتب مساوات بشر بودند، توسط گروه‌های ضد-فردگرایی که توسط انقلاب به وجود آمده بودند مورد حمله قرار می‌گرفتند. فردگرایی هسته متا فیزیکی و هستی شناختی لیبرالیسم است. با این وجود سن سیمون به اقتصاد لیبرالیسمی (لیبرالیسم) می‌تاخت و به خاطر سیاست‌های آن‌ها که نه تنها مرز بین فقیر و غنی را نابود نکرده بود بلکه به آن شدت نیز بخشیده بود می‌تاخت و برای همین نیز دست به ابداع سوسیالیسم زد و می‌توان گفت او اولین واضع فلسفه سوسیالیسم است.
در انگلیس نیز اولین کاربرد واژه فردگرایی توأم با تمسخر و توسط فردی به نام اوونیتن در سال ۱۸۳۰ بود. کاملاً مشخص نیست که این فرد از گفته‌های سن سیمینتون اطلاعی داشته‌است یا نه ولی عاقبت او نیز نتوانست با فلسفه دارایی‌های اشتراکی که توسط جمع گرایان عنوان می‌شد کنار بیاید و آن را رد کرد. البته در اینجا باید به این نیز اشاره کرد که بیشترین مخالفان فردگرایی را روحانیون تشکیل می‌داده‌اند و آن را مخالف فرامین الهی ارزیابی می‌کرده‌اند.

## فردگرایی و جامعه
در اجتماعی که فردیت اشخاص شکل نگرفته افراد از نظر روانی همه درهم‌گره‌خورده و وابسته به دیگرانند. در چنین جمع توده‌واری احساسات و افکار و واکنش‌ها و سرنوشت افراد همه وابسته به یکدیگر و منبعث از مفاهیم مبهمی از قبیل «نظر جمع» یا رسم و رسوم و سنتهاست؛ افراد نه تنها تشویق نمی‌شوند که از خود نظری داشته باشند بلکه اغلب فقط آنگاه تأیید می‌شوند که به نظر جمع اقتدا کنند و همرنگ جماعت باشند. در چنین جوامعی حتی در مواردی کاملاً شخصی و فردی (نظیر انتخاب رشته دانشگاهی یا همسر و محل سکونت) نیز تصمیمات به صلاحدید خانواده یا دستور بزرگان گرفته می‌شود. در چنین جمعی افراد از نظر احساس و اندیشه می‌توانند کاملاً وابسته به یکدیگر باقی بمانند و نسل به نسل خوشبختی و استقلال خود را به بهای جلب محبت و رضایت اطرافیان فدا کنند. در چنین شرایطی است که نقش احساسات و عواطف در تعاملات جمعی بسی برجسته‌تر از نقش عقلانیت و اندیشه می‌شود.
فردگرایی بر این است که شخصی که در جامعه شرکت می‌کند سعی می‌کند منافع خودش را به پیش ببرد یا اقلاً این حق را مطالبه می‌کند که بدون لحاظ کردن منافع جامعه منافع خود را پی بگیرد (فردگرا الزاماً اگوییست نیست). هیچ فلسفه‌ای که قربانی کردن منافع شخصی فرد را برای اهداف بالاتر اجتماعی قربانی کند مطلوب فردگرا نیست. به هر روی، ژان ژاک روسو، ادعا می‌کند که مفهوم خواست عمومی در قرارداد اجتماعی تنها مجموعهٔ خواست‌های فردی نیست و منافع فرد را به پیش می‌برد (قید قانون به خودی خود برای فرد مفید خواهد بود، چنان‌که فقدان احترام به قانون، از نظر روسو، الزاماً مستلزم شکلی از نادانی و تسلیم شدن به شور فرد به جای خودمختاری مرجح عقل است)
جوامع و گروه‌ها ممکن است در میزان اتکا به رفتار «متوجه به خود» (فردگرایانه، و شاید خودخواهانه) به جای «متوجه به دیگری» (معطوف به گروه، و با ذهنیت گروهی یا جامعه‌ای) متفاوت باشند. روث بندیکت بین جوامع «گناه» (مثل اروپای قرون وسطی) و جوامع «شرم» (مانند ژاپن، «شرمسار کردن نیاکان خود») با یک «استاندارد مرجع خارجی» تمایز قائل می‌شود، که در آن مردم به همتایان خود می‌نگرند تا بازخورد بگیرند که چه عملی «مقبول» هست یا نه (به عنوان فکر گروهی هم شناخته می‌شود).
فردگرایی اغلب در تضاد با اقتدارگرایی یا با جمع‌گرایی قرار می‌گیرد، ولی در واقع طیفی از رفتارها در سطح جامعه‌ای وجود دارد که از جوامع شدیداً فردگرایانه تا جوامع مختلط تا جوامع جمع گرایانه امتداد دارد.

## ویژگی‌های شخصیتی فردگرایان
1. علایق و نیازها و اهداف فردی ترجیح داده می‌شوند
2. ارزش‌ها و هنجارها، مبنای فردی دارند (خودانگاشت هستند)
3. کسب لذت فردی، در اولویت است.
4. باورهای فردی، متمایزکننده فرد از گروه‌است.
5. استقلال و هویت فردی اهمیت دارند
6. راهبردهای مستقیم و مواجه رو در رو ترجیح داده می‌شوند
7. ارتباط بین اعضاء متکی به افراد است. رابطه اعضاء با فاصله زیاد صورت می‌گیرد.
8. روابط اجتماعی در بین اعضاء داوطلبانه بوده و اندازه گروه‌ها کوچکتر است.
9. ورود و خروج به گروه به راحتی صورت می‌گیرد
10. دوستی‌ها رنگ کمتری داشته، رفاقت‌ها و وفاداری به گروه و شخص دیگر کمتر است.[۱۹]

## فردگرایی سیاسی
با محو مالکیت خصوصی، ما فردگرایی حقیقی، زیبا، سالم خواهیم داشت. هیچ‌کس زندگیش را صرف انباشتن چیزها، و نمادهای چیزها نخواهد کرد. زندگی خواهد کرد. زندگی کردن نایاب‌ترین چیز در جهان است. بیشتر مردم هستند، ختم کلام.

اسکار وایلد، The Soul of Man under Socialism, 1891
دغدغه فردگرایان بیش از همه محافظت از خودمختاری فردی در برابر الزامات تحمیل شده از سوی نهادهای اجتماعی (نظیر دولت یا اخلاقیات مذهبی) است. برای ال. سوزان براون "لیبرالیسم و آنارشیسم دو فلسفهٔ سیاسی ای هستند که به‌طور بنیادین معطوف آزادی فردیند ولی به انحای متمایزی با هم متفاوتند. آنارشیسم در تعهد به آزادی فردی با لیبرالیسم مشترک است ولی مناسبات مالکیت رقابتی لیبرالیسم را نفی می‌کند.
لیبرترینیسم مدنی نوعی اندیشهٔ سیاسی است که از آزادی‌های مدنی حمایت و بر برتری حقوق فردی و آزادی شخصی در برابر هر نوع اقتدار (چون دولت‌ها، ابرشرکت‌ها، هنجارهای اجتماعی تحمیل شده از سوی فشار نظیر، غیره) تأکید می‌کند.
در فلسفه سیاست، تئوری فردگرایی دولتی به این اشاره دارد که دولت باید حافظ آزادی فردگرایان باشد این مصونیت تا زمانی وجود دارد که این افراد نخواهند مانع آزادی دیگران گردیده یا از دیگران به منظور نفع خود سوءاستفاده کنند. این تقابل با تئوری سیاسی جمع گرایان درجایی که زندگی فردگرایان تحت فشار قرار می‌گیرد و به آنها تحمیل بیرونی صورت می‌گیرد، رد شده و دو گونه تعریف را برای این منظور به وجود آورده‌است که «قریحه فردگرایی» و «آزادی فردگرایان» از آن جمله‌اند. فردگرایان به صورت عمده نگرانند که حقوقشان در تحمیل‌های محیط و جامعه تحت فشار قرار گیرد و برای همین نیز خواستار حمایت از حقوق فردگرایان هستند.

## اقتصاد
این اصل از اصول اولیه و پذیرفته شده نظام‌های اقتصادی سرمایه‌داری می‌باشد. بر مبنای این بینش شالوده اصلی جامعه فرد است که از وجود حقیقی برخوردار است و در واقع اجتماع چیزی جز مجموع اجزای تشکیل دهندهٔ آن که تک تک افراد هستند نیست که با حفظ استقلال و هویت خود آن را به وجود آورده‌اند. بدین ترتیب اجتماع از وجود حقیقی برخوردار نیست و وجود آن اعتباری است و وابسته به حضور اجزاء تشکیل دهندهٔ خود که همان افراد هستند می‌باشد.
همان طوری که اجزاء تشکیل دهنده هر شی ای با حفظ هویت خود آن شی را به وجود می‌آورند و در واقع خواصی که آن شی دارد به اعتبار خاصیت آن اشیاء می‌باشد. همین‌طور اجتماع نیز به اعتبار اجتماع افراد حقیقی شکل گرفته‌است و خود فاقد هر گونه وجود حقیقی است و وجود حقیقی متعلق به افراد است و جامعه در واقع پیکره‌ای فرضی دارد و خود وجودی مستقل ندارد. اولویت فرد و تقدم منافع فرد بر منافع جامعه در مکاتب سرمایه‌داری از همین بینش ناشی می‌شود.
از آنجایی که فرد قبل از وجود اجتماع به وجود آمده پس وجود فرد به لحاظ تاریخی نیز مقدم بر وجود اجتماع می‌باشد پس خواسته‌های او نیز به لحاظ اخلاقی مقدم برخواسته‌های اجتماع می‌باشد. در نتیجه فردگرایی هستی شناختی مبنای فلسفی فردگرایی اخلاقی و سیاسی را تشکیل می‌دهد. فرد گرایی اخلاقی لیبرالی ارزش را به دنیای واقعیت وابسته نمی‌داند بلکه آن را ناشی از اراده انسان می‌داند؛ بنابراین سود جویی شخصی و منافع فردی جایگزین ارزش‌های اخلاقی شده و یکی از وجوه تقابل لیبرالیسم با مذهب از اینجاست. چون در حالی مذهب سعی در اشاعهٔ ارزش‌های اخلاقی و تقدم منافع کل جامعه بر مثلاً یک نفر دارد اما لیبرالیسم دقیقاً بلعکس این موضوع را بیان می‌کند.

## انتقادها از مفهوم فردگرایی و جمع گرایی
نوشتار اصلی: انتقادها از مفهوم فردگرایی و جمع گرایی
۱- نیاز به مفاهیمی دقیق تر: در انتقاد از مفهوم فردگرایی فیسک (۲۰۰۲) می‌گوید:
- در مورد فردگرایی" با این نوع دسته‌بندی رینهولد مسنر، وان گوگ، مهاتما گاندی، مایکل جردن و آدولف هیتلر همگی به عنوان انسان‌هایی فردگرا در یک ستون قرار می‌گیرند"![۱۲]
- در مورد جمع گرایی نیز " این نوع دسته بندی تعهدات اجتماعی را با همه نوع گروه و شبکه‌های ارتباطی ترکیب می‌کند. در حالی که اشکالِ گوناگونی از جامعه وجود دارد و دلیلی ندارد که یک جامعه به دلیلِ تاکیدِ فرهنگی بر یک نوعِ رابطه، عضو پذیری یا وظایف لزوماً سایر خصوصیاتِ دسته بندیِ اویزرمن را نیز دارا باشد. "[۱۲]

۲- رابطهٔ فردگرایی و جمع گرایی: در سال ۱۹۹۳ توسطِ تیمِ تحقیقاتیِ تریاندیس و در سال ۱۹۹۶ توسط گلفاند، تریاندیس و چان، تحقیقاتِ هافس تد (۱۹۸۰ و ۱۹۸۳) را مورد حمله قرار داد. تریاندیس و همکارانش، به مشاهده ی درجاتِ مختلفِ فرد گرایی و جمع گرایی در فرهنگ‌های مختلف پرداختند. یافتهٔ کلیدی آن‌ها این بود که فرد گرایی و جمع گرایی اساساً مستقل از یکدیگر بوده و با یکدیگر همبستگی ندارند! این یافته فرضِ هافستد مبنی بر وجودِ یک همبستگی کاملاً منفی بینِ فرد گرایی و جمع گرایی را رد می‌کرد.